# Zoran Savić
Zoran Savić (cyr. Зоран Савић; ur. 18 listopada 1966 w Zenicy na terenie dzisiejszej Bośni i Hercegowiny) – serbski koszykarz, występujący na pozycji środkowego reprezentant Jugosławii, mistrz świata, trzykrotny mistrz Europy, wicemistrz olimpijski, po zakończeniu kariery zawodniczej, działacz klubowy i agent sportowy.
Jako środkowy grał w wielu europejskich klubach. Jeden z 7 założycieli Group Seven Children's Foundation.
W latach 1990/91 grał w Jugoplastice, z którą wygrał ligę jugosłowiańską. W 1991 podpisał kontrakt z FC Barceloną, w której spędził kilka kolejnych sezonów.
W 1990 razem z reprezentacją Jugosławii zdobył złoty medal Mistrzostw świata oraz Mistrzostw Europy w latach 1991,1995 i 1997. Był również w zespole, który w 1996 zdobył srebrny medal na Letnich Igrzyskach Olimpijskich w Atlancie.
Później Savić dołączył do greckiego zespołu PAOK Saloniki, z którym w 1993 wygrał Puchar Grecji, a w 1994 Puchar Koracia.
Następnie spędził rok w Realu Madryt, by w 1997 przenieść się do Kinderu Bolonia i wygrać mistrzostwa Włoch i Euroligę. W 1998 przeniósł się do tureckiego Efes Pilsen Stambuł i wygrał Superpuchar Turcji. 2-krotny uczestnik Euro All-Star Game (1996, 1997).
W 2000 powrócił do FC Barcelony. W 2001 zmienił klub na Fortitudo Bolonia. W 2002 skończył profesjonalną karierę.
Od 2005 jest głównym menadżerem zespołu FC Barcelona.

## Osiągnięcia
Na podstawie, o ile nie zaznaczono inaczej.

### Drużynowe
- Mistrz:
  - Euroligi (1990, 1991, 1998)
  - Hiszpanii (2001)
  - Jugosławii (1990, 1991)
  - Włoch (1998)
- Zdobywca:
  - pucharu:
    - Koracia (1994)
    - Hiszpanii (2001)
    - Grecji (1995)
    - Włoch (1997)
    - Jugosławii (1990, 1991)

  - superpucharu Turcji (1998)

### Indywidualne
- MVP Final Four Euroligi (1998)
- Uczestnik meczu gwiazd:
  - FIBA EuroStars (1996, 1997)
  - ligi:
    - hiszpańskiej (1992, 1995)
    - greckiej (1994)
- Lider strzelców:
  - finałów Euroligi (1991)
  - meczu gwiazd FIBA EuroStars (1996)
- jeden z kandydatów przy wyborze 50. największych osobistości Euroligi (2008)

### Reprezentacja
- Mistrz:
  - świata (1990)
  - Europy (1991, 1995, 1997)
- Wicemistrz olimpijski (1996)
- Uczestnik kwalifikacji do Eurobasketu (1995)